# Tripoplax andrijaschevi
Tripoplax andrijaschevi is een keverslakkensoort uit de familie van de Ischnochitonidae. De wetenschappelijke naam van de soort is voor het eerst geldig gepubliceerd in 1952 door Jakovleva.